# Quarta reestructuració del deute de la Barcelona Traction
Barcelona Traction, Light and Power era una companyia canadenca constituïda el 1911 per produir i vendre electricitat a Catalunya, i que operava a través de la seva filial Riegos y Fuerza del Ebro. L'empresa estava poc capitalitzada des del principi, i es finançava principalment amb emissions d’obligacions. El capital estava subscrit pels fundadors de l’empresa, mentre que les obligacions, venudes a través dels sindicats financers, estaven dirigides a un públic més general.
Al llarg de les anteriors tres reestructuracions del deute, si bé es van produir una quitança en el valor de les obligacions, principalment s’ajornava el pagaments del interessos, creant una muntanya de pagaments en el futur. La necessitat de fons per comprar del 50% de les accions d’Energia Elèctrica de Catalunya, empresa de la que ja tenia l’altre 50%, així com la depreciació de la pesseta respecte a la lliura esterlina, que encaria el cost dels interessos de les obligacions, van provocar que el 1924 s'hagués de dur a terme la quarta reestructuració del deute de la Barcelona Traction, aquesta vegada més severa.
Prèvia a la reestructuració del deute, es produí la concentració d'accions i obligacions dels promotors en una societat de nova constitució, la Sidro, liderada per Alfred Loewenstein. Els efectes de la reestructuració obeïen de fet als interessos d'aquest grup financer.

## Antecedents

### Canvis en l'accionariat
El 31 de gener de 1923 es creà la societat Sidro a Brussel·les a partir de que quatre socis posessin en comú les accions de la Barcelona Traction que posseïen. A partir de la seva fundació, la Sidro es convertia en l'accionista de referència de la Barcelona Traction.
La societat Spanish Securities Company Limited, propietat de Frederick Stark Pearson fins a la seva mort el 1915 i que aglutinava els interessos de part dels promotors es dissolgué el 26 de març de 1923

### Compra d'Energia Elèctrica de Catalunya
El juny de 1923 la Barcelona Traction, juntament amb la seva filial Riegos y Fuerza del Ebro, van crear la societat Unió Elèctrica de Catalunya per comprar Energia Elèctrica de Catalunya, emetent obligacions per poder pagar l'adquisició.

### Un cop d'estat
El 13 de setembre de 1923, Primo de Rivera, militar espanyol, va fer un cop d'estat. D'acord al novè informe anual de la Barcelona Traction, les vagues prèvies al cop van perjudicarmés el negoci que les condicions posteriors. Però aquest fet aportava inestabilitat al país i a l'economia, així com desconfiança internacional en les seves institucions.

### Tipus de canvi de la lliura esterlina
Els ingressos de la companyia es feien en pessetes, mentre que un gran part del deute estava nominat en lliures esterlines. Variacions en el tipus de canvi afectaven de forma positiva o negativa a l'esforç que havia de fer la Barcelona Traction per pagar els interessos de les obligacions. Es produí una depreciació notable de la pesseta respecte a la lliura esterlina, encarint el servei del deute en aquesta moneda.
| Any  | Pessetes/lliura |
| ---- | --------------- |
| 1920 | 23,32           |
| 1921 | 28,52           |
| 1922 | 28,65           |
| 1923 | 31,83           |

## Els termes de l'acord
Es publicaren a Londres l'11 de juny de 1924, i es convocaren els comitès d'obligacionistes a Londres i Toronto el 25 de juny per aprovar-los. Com ja era habitual, els portadors d'obligacions Prior Lien sortien ben parats, mentre que els sacrificis havien d'esser assumits per obligacionistes de títols First Mortgage. L'acord amb els accionistes se celebrà el 24 de juliol, i els tenedors d'accions ordinàries veien reduït a la meitat el valor nominal de les seves accions.
Els termes dels dos acords foren els següents:

### Obligacions Prior Lien A i B
Es faria una emissió de 2.800.000 lliures en obligacions Prior Lien B. Els recursos obtinguts s'aplicarien a finançar l'amortització d'obligacions més antigues.
- Compra en efectiu de les obligacions Secured Debentures [a] encara en circulació, al 106% del seu nominal.
- Compra i amortització de part de les obligacions Prior Lien A en circulació, per valor nominal de 1.260.000 lliures esterlines, quedant en el mercat un romanent de només 1 milió de lliures en obligacions Prior Lien A. Les obligacions Prior Lien A obtingudes quedarien en la cartera de la Barcelona Traction, per ser venudes al mercat si l'empresa necessitava més fons. Part de la compra es va finançar amb l'emissió d'obligacions en pessetes, equivalents a 396.825,8 lliures esterlines, al 7% d'interès.

Més tard les obligacions Prior Lien B s'anomenarien Consolidated 6,5% Prior Lien

### Obligacions Income Bond i First Mortgage
Es procedia a la conversió obligatòria les obligacions Income Bond, que eren deute subordinat i com a tal tenien un baix ordre de prelació, en obligacions First Mortgage, que tenien un caràcter sènior i com a tal un major ordre de prelació. Això si, el titular de les obligacions Income Bond havien d'assumir un cost molt important, perquè per cada 100 lliures en obligacions Income Bond només s'atorgaven 20 lliures en obligacions First Mortgage.
- L'interès de les obligacions First Mortgage serà reduit al 5,5%, pagable en efectiu en pessetes a Barcelona o a l'estranger segons el tipus de canvi del dia. D'aquesta manera la Barcelona Traction eliminava en els seus pagaments el risc associat a la variació del tipus de canvi entre divises i el traspassava als tenidors de les obligacions.
- Els portadors d'obligacions First Mortgage podien demanar, 35 dies abans del venciment de la garantia hipotecària corresponent, el canvi dels seus títols sobre la base de per cada 100 lliures de valor nominal tindrien dret a 20 lliures en efectiu i a 300 lliures en accions privilegiades de la Barcelona Traction.
- Per cada 100 lliures en obligacions First Mortgage es lliuraria al portador 20 lliures en efectiu i tres accions privilegiades de la Barcelona Traction. Cal recordar que les accions privilegiades atorgaven una rendibilitat major que les ordinàries, però no atorgaven al titular cap dret polític.

### Accions ordinàries i privilegiades
Si bé es reduïa el valor nominal de les accions ordinàries, el qual passava de 100 dòlars a 50, els seus titulars mantenien el control de la companyia. S'autoritzava que el capital format per les accions privilegiades podria augmentar de les 125.000 accions de 100 dòlars cadascuna fins a un total 300.000 accions, amb el mateix valor unitari. Aquest increment era necessari per poder fer el bescanvi de les obligacions First Mortgage. En el moment de l'acord només hi havien 84.835 accions privilegiades en circulació.
El primer d'agost de 1924 es signà la modificació dels drets de les obligacions First Mortgage i les Income Bonds.

## Efectes de l'acord
En termes generals, es va reduir de forma important la càrrega financera produïda per les obligacions (que comportaven l'obligació de pagar al tenidor un interès fixe) a base d'intercanviar-les per accions privilegiades sense drets polítics, la retribució de les quals depenia de la voluntat del consell d'administració i les possibilitats de l'empresa. El resultat va ser una estructura de finançament més equilibrada, més depenent dels fons propis i menys del deute. La presència de Dannie Heineman com a conseller delegat de la Sidro va ajudar a que el resultat de la reestructuració fos viable a llarg termini. De fet, la quarta reestructuració del deute va ser l'última que es va dur a terme, inaugurant un període d'estabilitat a la companyia, malgrat els problemes amb les transferències de divises que es produiria a partir de 1931.

### Obligacions
Pel que fa a les obligacions que estaven en mans del públic, el següent quadre compara els imports en lliures de cada tipus d'obligació.
| Tipus d'obligació                                     | Desembre 1923 | Post reestructuració |
| ----------------------------------------------------- | ------------- | -------------------- |
| Obligacions Pior Lien A al 7% (en lliures i pessetes) | 1.656.825     | 1.070.060            |
| Obligacions Prior Lien B                              |               | 2.800.000            |
| 8% Secured Debentures                                 | 1.038.000     |                      |
| Obligacions 7% 30 anys en pessetes                    | 1.167.103     | 1.555.873            |
| Obligacions First Mortgage                            | 7.544.240     | 2.147.500            |
| Income Bonds                                          | 666.393       |                      |
| TOTAL                                                 | 12.072.561    | 7.573.433            |

### Accions
Com a resultat de l'acord es produïren els següents canvis en el capital nominal de l'empresa. Valorats en dòlars canadencs, foren els següents:
| Tipus d'acció      | Desembre 1923 | Post reestructuració |
| ------------------ | ------------- | -------------------- |
| Accions Ordinàries | 27.450.000    | 13.725.000           |
| Accions Preferents | 8.483.500     | 23.248.900           |
| TOTAL              | 35.933.500    | 36.973.900           |

### Transferències de divises
Riegos y Fuerza del Ebro, la filial de la Barcelona Traction que executava la construcció de central hidroelèctriques i la seva explotació, es finançava amb emissions d'obligacions (anomenades General Mortgage) en lliures esterlines, l'únic subscriptor de les quals era la pròpia Barcelona Traction. La societat Riegos y Fuerza del Ebro havia de tornar la totalitat del nominal a la Barcelona Traction més els interessos.
El grup de la Barcelona Traction no volia que aquesta informació fos coneguda per les autoritats espanyoles, de forma que la comptabilitat de la sucursal espanyola de Riegos y Fuerza del Ebro es portava de manera separada de la comptabilitat de la central canadenca de la mateixa companyia. La hisenda espanyola només tenia accés a la comptabilitat local, la qual no registrava les relacions entre les centrals de Riegos y Fuerza del Ebro i Barcelona Traction. Els pagaments en divises entre les dues societats es feien a partir de 1924 i fins a 1930 a través de International Utilities Finance Corporation Limited, filial al 100% de la Barcelona Traction.
L'empresa que havia fet aquesta funció fins al moment, la Spanish Securities Company Limited fou dissolta el 1923. Aquesta empresa pertanyia al sindicat format pels inversors canadencs inicials de la Barcelona Traction, mentre que International Utilities era propietat al 100% de la Barcelona Traction, propietat de Sidro a partir de 1924. Aquest canvi reflectia el desig dels nous propietaris de tenir ben controlat l'instrument per canalitzar les transferències de divises.

## Conclusions
A grans termes, la reestructuració va produir els següents efectes:
- Es va reduir deute en obligacions a canvi d'un increment de les accions, que no tenen requerida una retribució obligatòria, reduint de fet les despeses financeres. El canvi fou protagonitzat principalment pels titulars de les obligacions First Mortgage. El cost financer anual total passà de 784.884 a 464.467 lliures.
- Addicionalment es va traspassar deute en lliures a deute en pessetes, que no tenia el risc de canvi associat perquè la companyia facturava als seus clients en pessetes. Aquest factor era importat per l'evolució negativa de la pessetes respecte a la lliura. El cost anual d'atendre les obligacions en lliures va passar de 722.454 a 279.766 lliures. En canvi, els interessos anuals en pessetes van passar de 2.426.407 a 6.187.472 pessetes.
- En condicions normals la reducció a la meitat del valor nominal de les accions ordinàries hagués representat una pèrdua extraordinària pels seus titulars. En realitat feia palès que els accionistes no van comprar les accions, que aquestes eren atorgades de franc al grup promotor, i també explicitava tant la baixa cotització de les accions en el mercat com les escasses expectatives que els títols arribessin a cotitzar a un preu proper al nominal.